# Skały kwaśne
Skały kwaśne (inaczej skały saliczne) – skały magmowe zawierające powyżej 65% SiO2 (skały z nadmiarem krzemionki, która wydziela się w postaci kwarcu). 
- Grupa skał kwaśnych obejmuje skały kwarcowo-skaleniowe.
- Czasami wydziela się z tej grupy skały ultrakwaśne – (zawierające ponad 75% SiO2)
- Poza kwarcem do głównych składników należą skalenie i miki, rzadziej amfibole.
- Niekiedy mogą zawierać pirokseny.
- Przeważnie są skałami jasnymi.

Do skał kwaśnych należą:
- głębinowe = plutoniczne skały kwaśne – reprezentowane przez: granitoidy, granity alkaliczne, granit alkaliczno-skaleniowy, granit, adamellit, granodioryt, tonalit.
- wulkaniczne = wylewne  skały kwaśne – reprezentowane są przez: porfiry kwarcowe, ryolit, ryodacyt, dacyt, obsydian = czyste szkliwo wulkaniczne, smołowiec = uwodnione szkliwo wulkaniczne, perlit – szkliwo z kulistymi sferolitami,  pumeks.
- kwaśne skały żyłowe – reprezentowane przez: aplity, mikrogranit, pegmatyty, lamprofiry.